# Corso d'Italia
El Corso d'Italia es una calle de Roma que forma parte de un eje viario más largo que discurre a lo largo de las murallas aurelianas desde la Piazza del Popolo hasta el Policlínico Humberto I. El Corso d'Italia empieza en la Porta Pinciana como prolongación del Viale del Muro Torto y termina en Porta Pia, donde continúa con el nombre de Viale del Policlinico.

## Historia
El primer núcleo de edificios de la calle surgió en los años posteriores a la anexión de Roma al Reino de Italia (20 de septiembre de 1870), al margen del plano regulador Viviani de 1882: se urbanizaron los terrenos inmediatamente al exterior de las murallas aurelianas cerca de la Porta Pia y la Via Nomentana, aunque estaban fuera del plano, creando al primer núcleo de edificios de la nueva calle, presa de la especulación inmobiliaria. La tipología adoptada fue la del edificio de varias plantas, dejando las villas para las zonas del plano regulador en el lado derecho de la Via Nomentana.
En el siglo XX se construyeron otros edificios a lo largo del Corso d'Italia pasada la Piazza Fiume, en el nuevo barrio de Pinciano. Entre los más destacados está el de los grandes almacenes La Rinascente, realizado por Franco Albini en 1957, que se sitúa a la altura de la citada plaza.
Con el paso de los años, el Corso d'Italia se mostró incapaz de absorber el tráfico que se dirigía hacia la Villa Borghese y la Piazza del Popolo desde la Via Tiburtina y la Via Nomentana, por lo cual, con ocasión de las Olimpiadas de Roma 1960, se decidió eliminar los cruces a nivel construyendo un largo túnel. El extremo oriental de este túnel tenía salidas y entradas hacia y desde el Viale del Policlinico y la Via Nomentana y una salida hacia la Via di Castro Pretorio, mientras que en el extremo opuesto proporcionaba salidas hacia la Via Po, la Via Pinciana y la Villa Borghese. Se accede al túnel directamente desde el Viale del Muro Torto, pasando por debajo de la Porta Pinciana y del tráfico proveniente de la Via Veneto.

El Corso d'Italia se sitúa entre dos barrios, Pinciano (hasta la Piazza Fiume) y Salario (desde allí hasta la Porta Pia); a lo largo de él se abren varias puertas en las murallas aurelianas y, en el lado izquierdo, se desvían calles importantes como Via Pinciana, que conecta las murallas con el barrio de Parioli, Via Salaria, desde Piazza Fiume, y la citada Via Nomentana, desde Porta Pia.
En esta calle se encuentran también varios edificios de interés público: en el inicio, hacia la Porta Pinciana, se encuentra la sede nacional de la CGIL (la asociación de la calle con esta sigla se ha hecho tan estrecha que en el lenguaje periodístico es frecuente la metonimia Corso d'Italia para indicar la secretaría general de este sindicato); más adelante, en la Piazza Fiume, el citado edificio de La Rinascente; hacia Porta Pia se encuentra el cine Europa y, frente a él, el monumento conmemorativo de la brecha de Porta Pia mediante la cual los bersaglieri entraron en Roma en 1870.